# Гусятинські вікові липи
Гуся́тинські вікові́ ли́пи — ботанічна пам'ятка природи місцевого значення в Україні. Розташована на території Чортківського району Тернопільської області, при південній околиці селища Гусятин. Гусятинське лісництво, кв. 58 в. 6, лісове урочище «Дача „Гусятин“».
Площа — 0,04 га. Статус отриманий у 1990 році.